# Vélodrome d’Anvers Zuremborg
Das Vélodrome d’Anvers Zuremborg (in den englischen Medien auch The Garden City Velodrome genannt) war ein Radstadion im Stadtteil Wilrijk der belgischen Stadt Antwerpen. 
Während den Olympischen Sommerspielen 1920 fanden im Freiluftstadion die Wettbewerbe im Bahnradsport statt. Die Bahn war 400 Meter lang und bestand aus Beton.